# サインポール錯視

図1: サインポール錯視の例。上の図の縞模様は、実際には右下向き45度の方向に流れているが、幅広い帯が下に下がっているのを縦長の開口部から覗いているように見える。

サインポール錯視（サインポールさくし）とは、サインポール（床屋のポール）のような斜めの縞模様のポールをその軸を中心に回転させると、縞模様が回転の方向ではなく回転軸の方向（図1の場合は下方向）に動いているように見えるという錯視である。動く物に対する人の脳の視覚処理には偏りがあることを示すものである。バーバーポール錯視（barberpole illusion、床屋のポールの錯視）ともいう。

## 歴史

図2: サインポール（床屋のポール）

1929年、心理学者のジョイ・ギルフォードは非公式に、回転するサインポールの縞模様の知覚された動きのパラドックスを指摘した。サインポールはその垂直軸上の所定の位置で回転するが、縞はポールと一緒に回転するのではなく、上向きに動いているように見える。ギルフォードはこの現象を仮に眼球運動に起因するとしたが、この問題に関するデータがないことを認めた。
1935年、ハンス・ワラッハはこのトピックに関連した一連の包括的な実験を発表したが、この論文はドイツ語で書かれていたので、ドイツ語圏以外の研究者にはすぐには知られなかった。英語による要約が1976年に出版され、1935年の論文の完全な英訳が1996年に出版された。ワラッハの分析は、対角線の終点と極の縁によって作られる暗黙の開口部との間の相互作用に焦点を当てていた。

## 説明

図3: この例では、縞模様の動きは図1と同じだが、開口部が等方性を持っているため、実際の縞模様の動きの通りに動いて見える。

この錯視は、参照フレーム内の棒や輪郭が、その「本当の」動きの方向についての曖昧な情報しか提供していないために起こる。線の実際の動きには色々な可能性がある。そのため、開口部の形状によって、同じように動いている輪郭の動きの方向が決まる傾向がある。開口部が垂直方向に伸びていれば縞模様が垂直方向に動いているように見え、水平方向に伸びていれば水平方向に動いているように見える。開口部が円形や正方形のような等方性のある図形の場合、知覚される移動方向は、通常、縞模様の向き（この場合は対角線）に直交する。知覚される動きの方向は、開口部の内側の境界線内での線の端点の終端に関連する。例えば、垂直方向の開口部は、垂直方向の端部が長くなり、より多くの終端点が明確に垂直方向に移動するようになる。この強い運動信号は、我々に垂直方向の運動を知覚させる。機能的には、このメカニズムは、我々が移動パターンを一方向に移動するものとして確実に知覚するように進化してきた。
視覚系における個々の動きに敏感なニューロンは、視野のごく一部しか見えないため（「窓問題」と呼ばれる）、限られた情報しか持っていない。追加の情報がない場合、視覚系は可能な限り遅い動き、すなわち、移動線に直交する動きを好む。フェレットの視覚野では、サインポールのようなパターンを知覚するニューロンが確認されている。

## 錯聴
錯聴の1つであるシェパード音階では、聴覚における同様の効果が見られる。